# Louis Roessel
Louis Roessel, auch Louis Rössel, (* 1828; † 1883) war ein Komponist des 19. Jahrhunderts. Seine Vertonung des Paulustextes aus dem 1. Korintherbrief ist bis heute ein beliebtes Konzertstück.

## Werke (Auswahl)
- Violinsonate Op. 1 (1855)
- Zwei Motetten Op. 7
  - Psalm 121
  - „Fürchtet euch nicht“
- Kavatine No. 2, Op. 25: Trauungsgesang („Wenn ich mit Menschen und mit Engelszungen redete“) (erschienen u. a. im B-Note Musikverlag[2] und im Robert Lienau Musikverlag[3])